# Nightshade (comics)
Nightshade est une superhéroïne créée par Dave Keller et Steve Ditko apparue dans Captain Atom no 82 daté de septembre 1966 et publié par Charlton Comics. Elle a servi d'inspiration pour le Spectre Soyeux, personnage des Watchmen d'Alan Moore.

## Charlton
En 1965, Dick Giordano, directeur éditorial de Charlton Comics, décide de créer une collection de comics de super-héros. Après Judomaster, Peacemaker arrive en 1966 Nightshade de Dave Kaler et Steve Ditko. Elle apparaît dans le numéro 82 de Captain Atom où elle aide le Captain à combattre The Ghost. Elle revient dans le numéro 85, encore une fois pour aider Captain Atom contre The Ghost. Enfin, à partir du numéro 87, elle a sa propre série publiée dans le comics Captain Atom. Cependant cela dure peu et le numéro 89 marque sa dernière apparition car Charlton Comics cesse alors de publier des histoires de super-héros.

## DC Comics

### Watchmen
En 1986, Alan Moore écrit un scénario mettant en scène les héros de Charlton dont DC Comics a racheté les droits. Cependant, les responsables de DC préfèrent que Moore change les personnages afin de pouvoir utiliser les personnages originaux dans l'univers DC. Nightshade devient alors l'inspiration du Spectre Soyeux bien que des éléments de Phantom Lady et de Black Canary aient aussi été utilisés.